# Avittonia borneensis
Avittonia borneensis là một loài bướm đêm trong họ Noctuidae.